# Challenger de Canberra 2016
El torneo Canberra Challenger 2016 es un torneo profesional de tenis. Pertenece al ATP Challenger Series 2016. Se disputó su 1ª edición sobre superficie dura, en Canberra, Australia entre el 09 al el 16 de enero de 2016.

## Jugadores participantes del cuadro de individuales
| Favorito | País                 | Jugador                 | Rank1 | Posición en el torneo    |
| -------- | -------------------- | ----------------------- | ----- | ------------------------ |
| 1        | Bandera de Italia    | Paolo Lorenzi           | 68    | Campeón                  |
| 2        | Bandera de Colombia  | Santiago Giraldo        | 70    | Cuartos de final         |
| 3        | Bandera de España    | Daniel Muñoz de la Nava | 75    | Semifinales              |
| 4        | Bandera de España    | Marcel Granollers       | 84    | Semifinales              |
| 5        | Bandera de Croacia   | Ivan Dodig              | 87    | Final                    |
| 6        | Bandera de Argentina | Diego Schwartzman       | 88    | Cuartos de final, retiro |
| 7        | Bandera de Rusia     | Yevgueni Donskói        | 91    | Cuartos de final         |
| 8        | Bandera de Japón     | Taro Daniel             | 96    | Primera ronda            |

- 1 Se ha tomado en cuenta el ranking del 4 de enero de 2016.

### Otros participantes
Los siguientes jugadores recibieron una invitación (wild card), por lo tanto ingresan directamente al cuadro principal (WC):
- Daniel Hobart
- Álex de Miñaur
- Alexei Popyrin
- Max Purcell

Los siguientes jugadores ingresan al cuadro principal tras disputar el cuadro clasificatorio (Q):
- Serguéi Betov
- Frank Moser
- Daniel Nolan
- Steven De Waard

## Campeones

### Individual Masculino
- Paolo Lorenzi derrotó en la final a  Ivan Dodig, 6–2, 6–4

### Dobles Masculino
- Mariusz Fyrstenberg /  Santiago González derrotaron en la final a  Maverick Banes /  Jarryd Chaplin, 7–6(3), 6–3